# Croismare
Croismare ist eine französische Gemeinde mit 632 Einwohnern (Stand: 1. Januar 2022) im Département Meurthe-et-Moselle in der Region Grand Est (bis 2015 Lothringen). Die Gemeinde gehört zum Arrondissement Lunéville und zum Kanton Lunéville-1.

## Geographie
Croismare liegt etwa 28 Kilometer ostsüdöstlich von Nancy. Umgeben wird Croismare von den Nachbargemeinden Sionviller und Crion im Nordwesten und Norden, Laneuveville-aux-Bois im Nordosten und Osten, Marainviller im Osten, Moncel-lès-Lunéville im Süden und Südwesten, Chanteheux im Südwesten und Westen sowie Jolivet im Westen und Nordwesten.

## Bevölkerungsentwicklung
| Jahr                       | 1962 | 1968 | 1975 | 1982 | 1990 | 1999 | 2006 | 2019 |
| Einwohner                  | 689  | 668  | 608  | 617  | 638  | 596  | 611  | 647  |
| Quellen: Cassini und INSEE |      |      |      |      |      |      |      |      |

## Sehenswürdigkeiten
- Kirche Saint-Léger aus dem 16. Jahrhundert

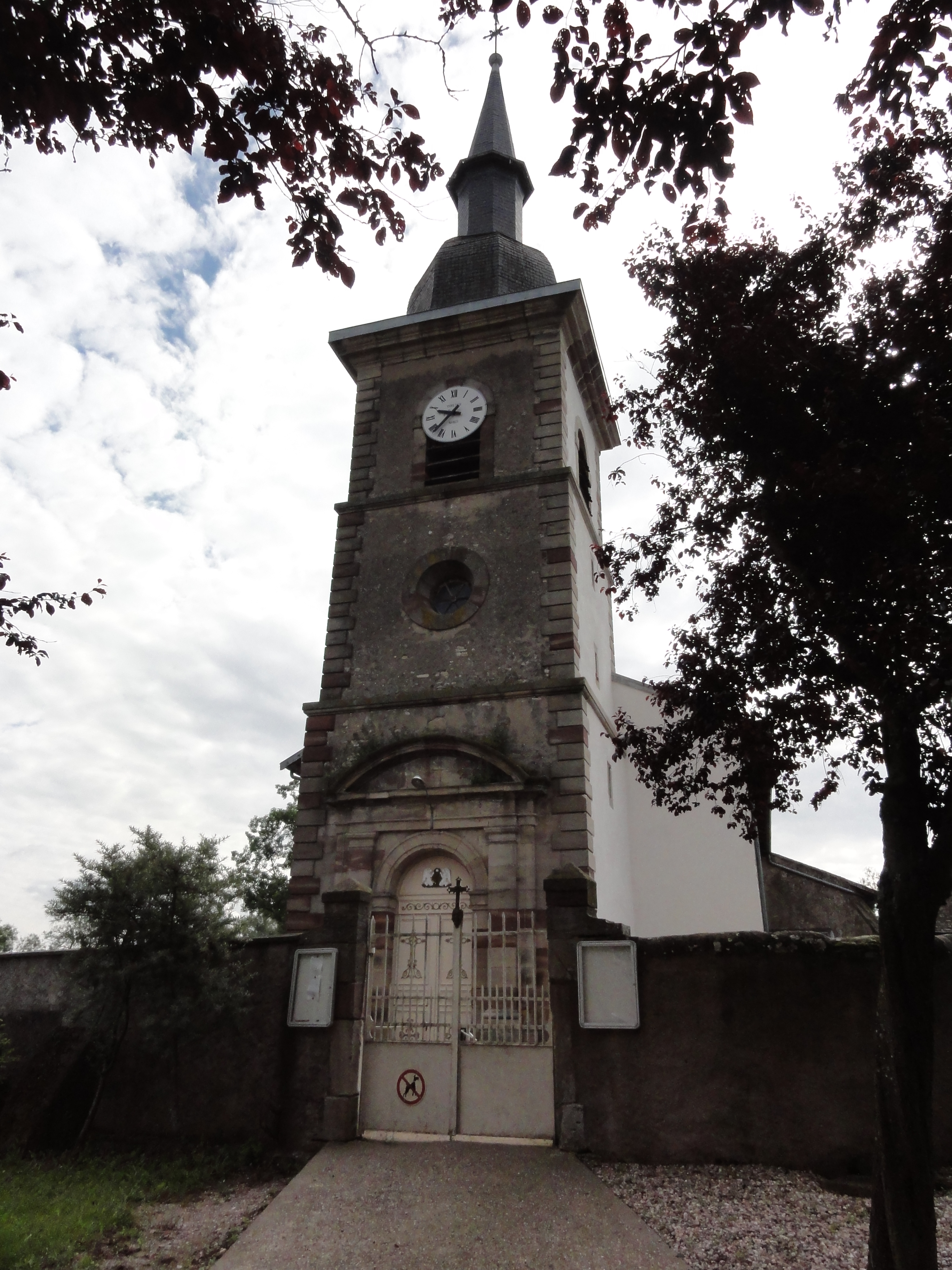
Kirche Saint-Léger

- Schloss aus dem 14. Jahrhundert